# Conder
Conder a főváros, Canberra egyik elővárosa a három közül Lanyon Valley kerületben. Ez a három külváros a főváros legdélebbi elővárosai közé tartozik, habár Tharwa előváros még ennél is némileg délebbre fekszik. 
Az elővárost Charles Conderről nevezték el.
Conder külvárosa Tuggeranong Hilltől a völgy aljáig terjed. Az elővárosban találhatóak a legfontosabb környékbeli szolgáltatások üzletei, illetve telephelyei, mint például a Lanyon Market Place, a Lanyon High School és a négy Viking Sport Klub egyike, amely Canberrában található. Szintén itt található a Charles Conder Általános Iskola és a Catholic Primary School.

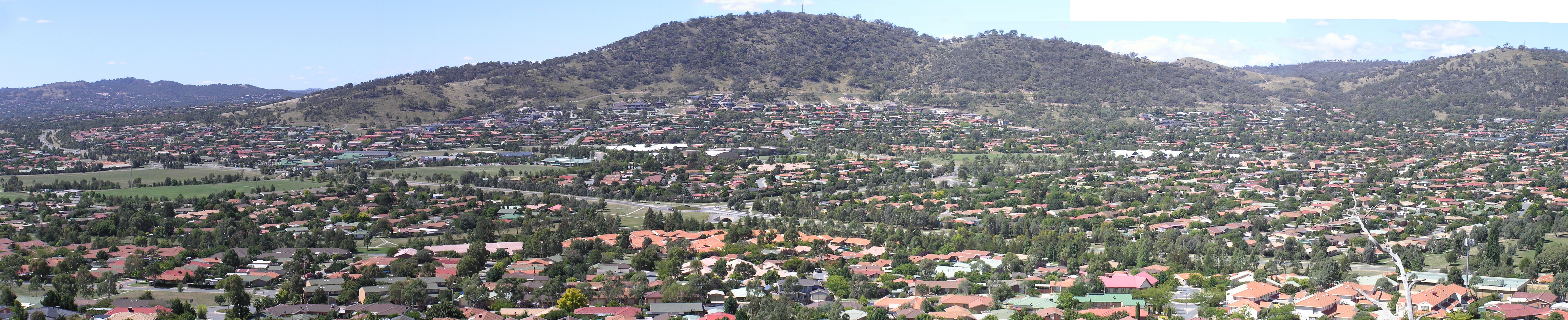
A város látképe

A városka utcáit művészekről nevezték el, legfőképpen olyanokról, akik valamilyen szállal a Heidelberg Schoolhoz köthetőek.
A településen a népesség száma az utóbbi időben lassanként gyarapszik.
A település utcái megtekinthetők a Google Street View (Utcakép) szolgáltatással.

## Földrajza

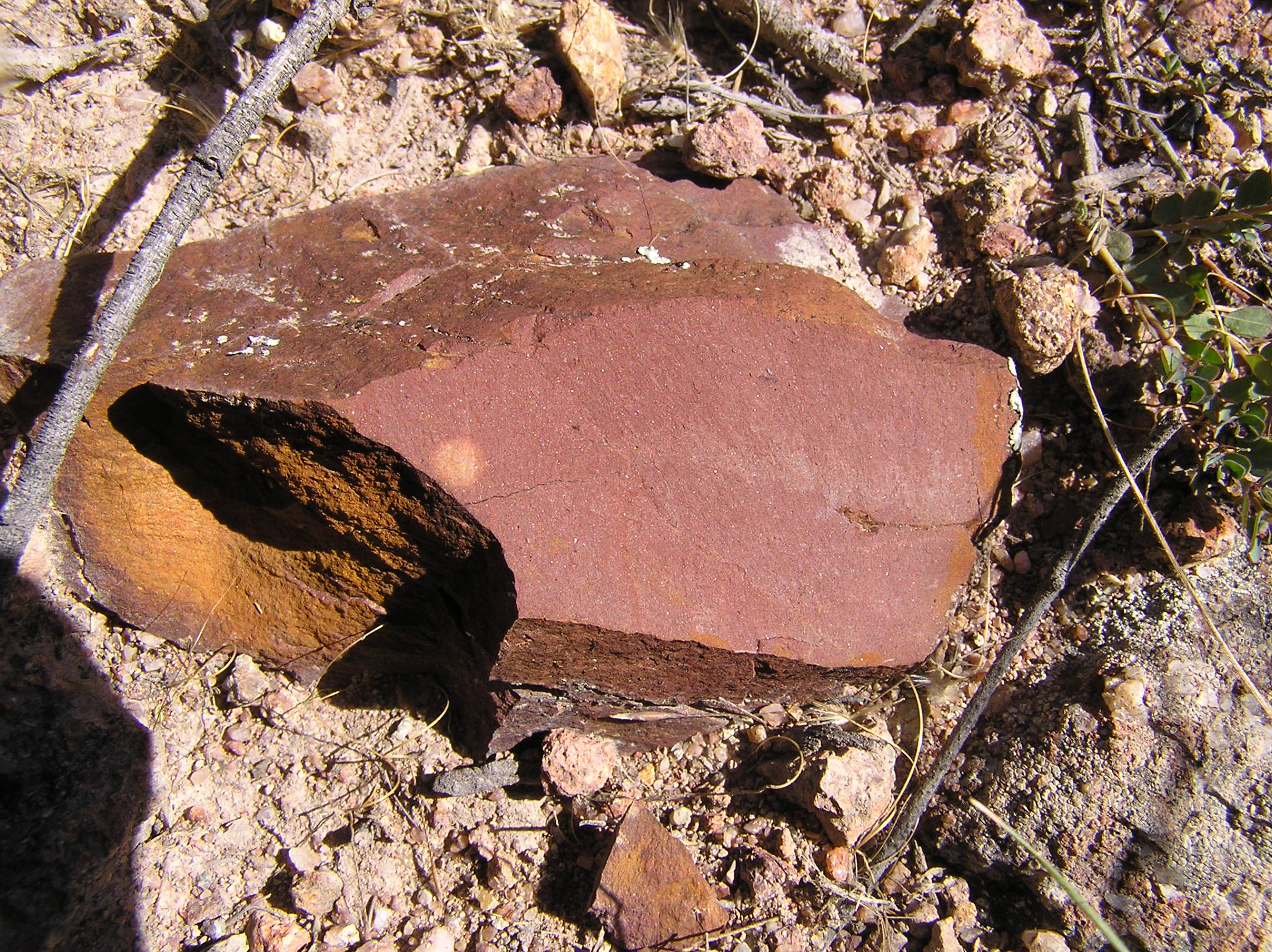
Vörös vulkáni tufa, Tuggeranong Hill-ről, Conderben

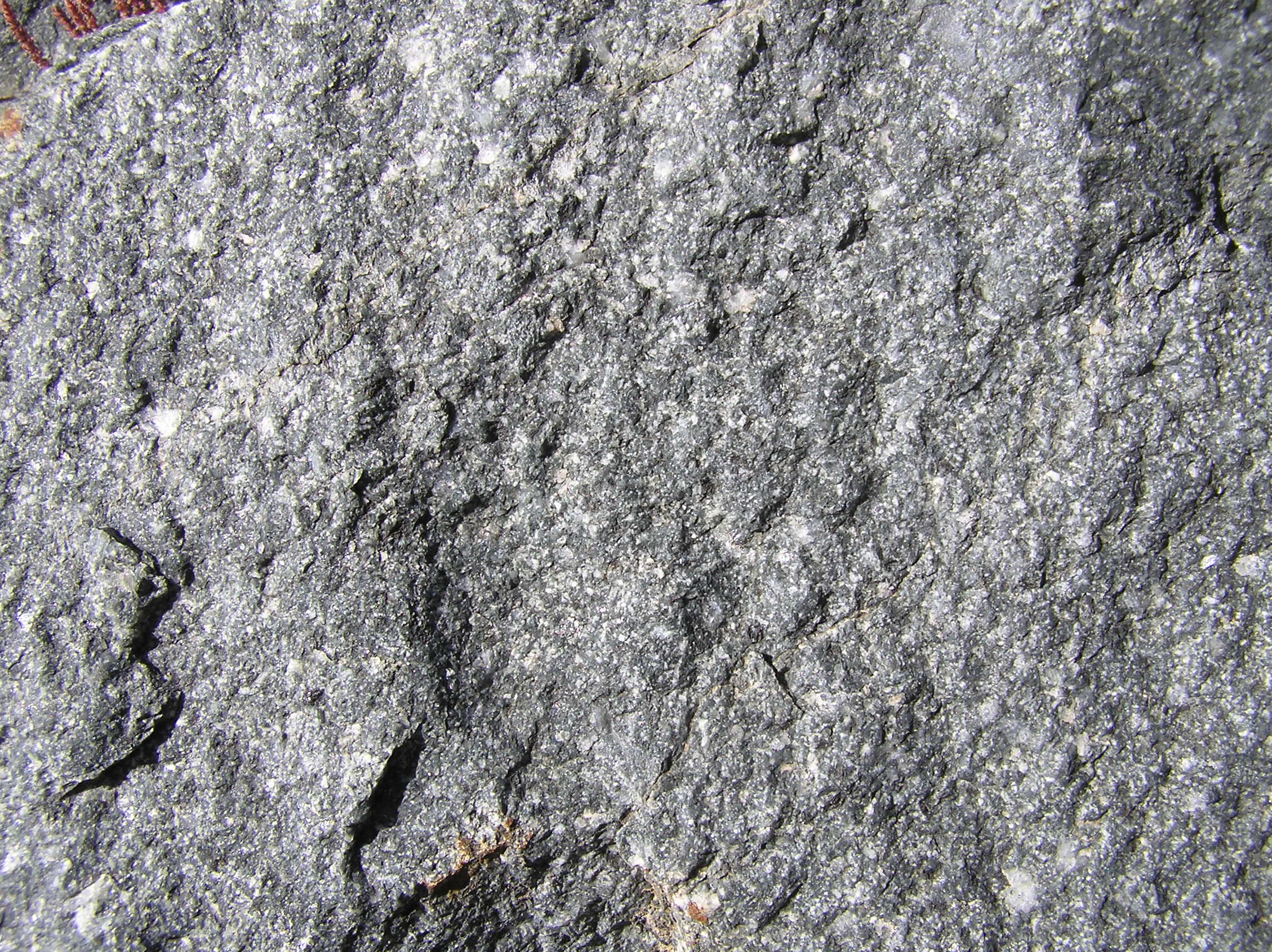
Ignimbrit, Tuggeranong Hill-ről, Conder mellett

Főleg negyedidőszaki kőzetek borítják az egész területet.

## Fordítás
Ez a szócikk részben vagy egészben  a   Conder, Australian Capital Territory című angol Wikipédia-szócikk ezen változatának fordításán alapul.  Az eredeti cikk szerkesztőit annak laptörténete sorolja fel. Ez a jelzés csupán a megfogalmazás eredetét és a szerzői jogokat jelzi, nem szolgál a cikkben szereplő információk forrásmegjelöléseként.